# Dasychira thwaitesii
Dasychira thwaitesii är en fjärilsart som beskrevs av Moore 1883. Dasychira thwaitesii ingår i släktet Dasychira och familjen tofsspinnare. Inga underarter finns listade i Catalogue of Life.